# Augusto Rollandin
Augusto Arduino Claudio Rollandin (pron. fr. AFI: [ʁɔlɑ̃dɛ̃]) (Brusson, 13 giugno 1949 – Aosta, 22 dicembre 2024) è stato un politico e veterinario italiano.
La sua esperienza politica è contrassegnata dalla militanza nell'Union Valdôtaine, partito autonomista della Valle d'Aosta, di cui dal 1998 al 2001 è stato anche presidente. Tra il 1984 e il 2017 ha ricoperto numerose volte la carica di Presidente della Valle d'Aosta e, come stabilito dallo Statuto regionale, divenendone anche Prefetto.

## Biografia
Residente a Brusson, è stato sposato e ha due figli. si laureò in Veterinaria all'Università degli Studi di Torino. Fino al 2014 svolse la professione di veterinario.

## Attività politica
Da sempre iscritto all'Union Valdôtaine, è stato sindaco di Brusson dal 1975 al 1978, poi consigliere regionale dal 1978 al 1993, ricoprendo gli incarichi di assessore alla sanità e all'assistenza sociale (1978-1983) e all'agricoltura (1983-1984). È stato presidente della Valle d'Aosta dal 1983 al 1990, alla guida di tre giunte autonomiste e centriste. I primi due governi entrano in carica nel corso della VIII legislatura, raccogliendo il testimone da Mario Andrione, che aveva governato la Regione nei dieci anni precedenti. La terza Giunta viene varata all'inizio della IX legislatura e resta in carica per poco più di due anni. Nel 1990, infatti, l'UV esce dalla maggioranza e si insedia una giunta presieduta dal democristiano Giovanni Bondaz.
Nel giugno 1992 è stato nominato nuovamente assessore all'Agricoltura nella giunta composta da autonomisti, PDS, PSI e PRI e presieduta da Ilario Lanivi, ma il 9 dicembre del 1992 è costretto a dimettersi a seguito di accuse di abuso d'ufficio e turbativa d'asta.
Alle elezioni regionali in Valle d'Aosta del 1993 è rieletto consigliere regionale per l'UV con 5.573 preferenze, ma si dimette nel dicembre 1994 a seguito della condanna definitiva a 16 mesi di reclusione con interdizione dai pubblici uffici.
Nonostante questo provvedimento giudiziario ed il fatto che diversi esponenti del suo stesso movimento lo contestino apertamente, riesce ancora a costruire intorno a sé un consenso tale essere candidato alle elezioni regionali in Valle d'Aosta del 1998. Viene eletto con 8797 preferenze, il maggior numero in Regione, ed immediatamente dichiarato decaduto dalla Corte d'Appello di Torino nonostante il Consiglio della Valle ne avesse convalidato l'elezione.
Nel novembre 1998 venne eletto presidente dell'Union Valdôtaine, sconfiggendo per 290 voti a 208 l'ex presidente del Consiglio regionale François Stévenin.

### L'elezione al Senato e i nuovi mandati da Presidente
Alle elezioni politiche del 2001 è stato eletto al Senato della Repubblica nella circoscrizione Valle d'Aosta per la lista Vallée d'Aoste, raccogliendo il 49,31% dei voti davanti al candidato di Forza Italia e Lega Nord Licurgo Pasquali (22,53%) e a quello della Lista Alternativa Alessandro Bortot (11,71%). Durante la XIV Legislatura è eletto segretario della Presidenza del Senato e ha aderito al gruppo Per le Autonomie. È stato inoltre presidente del gruppo parlamentare "Amici della Montagna". e vicepresidente dell'osservatorio parlamentare sul turismo.
Alle elezioni politiche del 2006 è stato ricandidato al Senato nel medesimo collegio per la coalizione Vallée d'Aoste, ma ottiene il 31,98% ed è superato dallo sfidante Carlo Perrin di Autonomie Liberté Democratie (44,17%), non è quindi rieletto.
Una volta riabilitato e cancellata l'interdizione dai pubblici uffici, si presenta alle elezioni regionali in Valle d'Aosta del 2008 e risulta il candidato in assoluto più votato dal 1949 ad oggi con 13.907 preferenze. Il 1º luglio 2008 è eletto nuovamente presidente della Regione Autonoma Valle d'Aosta dal Consiglio della Valle.
Alle elezioni regionali del 2013 è stato nuovamente il candidato più votato con 10.872 preferenze, anche se la coalizione autonomista centrista di Union Valdôtaine, Stella Alpina e Fédération Autonomiste ottiene soltanto il 47,9% dei voti e 18 consiglieri, perdendo dunque la maggioranza assoluta (nel 2008 la coalizione di governo era al 61,9%, con 23 consiglieri, contro il 27,4% e 8 consiglieri dell'opposizione  mentre l'UV subisce un crollo, passando dal 44,4 al 33,5 e da 17 a 13 consiglieri). La coalizione vincente lo propone al nuovo Conseil de la Vallée come candidato Presidente della Regione. In tale veste presenta in aula il programma di governo e la nuova squadra di Governo, che entra in carica l'8 luglio 2013 grazie ai soli 18 voti a disposizione della maggioranza.
Tuttavia, a causa della maggioranza assai risicata, la giunta si trova ad affrontare frequenti difficoltà e il 26 marzo 2014 il Consiglio regionale della Valle d'Aosta approva una risoluzione della minoranza che invitava il governo alle dimissioni, presentate prima dagli assessori, poi da Rollandin stesso. La crisi di governo si risolve solo il 10 giugno con l'elezione di una nuova giunta sempre a guida Rollandin, allargata al Partito Democratico nel 2015 e all'Union Valdôtaine Progressiste nel 2016. L'esecutivo resta in carica fino al 10 marzo 2017, giorno della mozione di sfiducia costruttiva nei suoi confronti, approvata a seguito del venir meno della maggioranza a causa della sospensione di quattro consiglieri regionali per la legge Severino. Viene dunque sostituito da Pierluigi Marquis, alla guida di una coalizione composta esclusivamente da partiti autonomisti (ma non dall'UV).
Alle elezioni regionali in Valle d'Aosta del 2018 risulta ancora il più votato con 3.417 preferenze, pur perdendone 7.455 rispetto alle ultime elezioni regionali, e l'UV è ancora il primo partito, ma con pochissimo margine rispetto alla Lega Nord, che esprimerà la presidente Nicoletta Spelgatti, mentre il partito di Rollandin si schiera all'opposizione.
Nel dicembre 2018 il Consiglio approva una mozione di sfiducia costruttiva nei confronti della presidente Spelgatti e della sua sostituzione con Antonio Fosson, alla guida di una coalizione autonomista, comprendente anche l'UV: Rollandin è eletto dunque Vicepresidente del Consiglio Regionale, rimanendo in carica fino al 3 aprile 2019, quando si dimette dopo una nuova condanna a 4 anni e 6 mesi di reclusione per corruzione. Viene altresì sospeso da consigliere regionale e lascia tutti gli incarichi interni al partito, abbandonandolo dopo più di 40 anni.
Alle elezioni regionali del 2020, a seguito dello scioglimento anticipato del Consiglio della Valle, si ricandida con il nuovo movimento politico da lui costituito "Pour l'Autonomie-Per l'Autonomia" e viene eletto con 1.025 voti di preferenza, venendo subito sospeso ai sensi della legge Severino, ma ottenendo il reintegro un mese dopo grazie al decorso dei termini.
Alle elezioni politiche del 2022 è stato candidato al Senato nel collegio uninominale Valle d'Aosta - 01 (Aosta) per la lista Pour l'Autonomie-Per l'Autonomia, ottenendo il 13,38% e venendo sopravanzato da Nicoletta Spelgatti del centrodestra (34,05%) e da Patrik Vesan di Vallée d'Aoste e del centrosinistra (33,63%), senza ottenere quindi il seggio.
Il 22 gennaio 2024 si è dimesso da consigliere regionale per ragioni di salute.

## Altre attività
Il 3 luglio 2007 è stato nominato presidente della Compagnia Valdostana delle Acque/Compagnie valdôtaine des eaux (CVA), società - a totale capitale della Regione attraverso la Finaosta S.p.A. - che nel 2002 acquistò dall'Enel le 25 centrali idroelettriche valdostane.
Tuttavia il 7 dicembre 2007 rassegnò le dimissioni dall'incarico per potersi candidare come consigliere regionale, visto che la legge elettorale regionale prevede l'incompatibilità tra le due cariche e l'obbligo delle dimissioni sei mesi prima delle elezioni solo per potersi candidare.
È stato fondatore e dal 2004 al 2008 presidente dell'Aeroclub "Corrado Gex" di Aosta.
Dal 2008 al 2017 è stato presidente dell'Università della Valle d'Aosta.
Nel 2002 gli è stato attribuito il Premio della Terra, riconoscimento assegnato dal comitato italiano per la Carta della Terra.

## Provvedimenti giudiziari
È stato condannato nel 1994 in via definitiva dalla Cassazione a 16 mesi di reclusione ed all'interdizione dai pubblici uffici per abuso d'ufficio per favoreggiamenti in appalti.
Successivamente, nonostante la condanna, nel maggio 2001 si candida al Senato e viene eletto in quanto, prima della Legge Severino, l'interdizione dai pubblici uffici non si applicava al Parlamento.
In seguito è stato riabilitato dai magistrati per quella condanna, ossia si sono estinte le pene accessorie della condanna, tra le quali l'interdizione dai pubblici uffici (che causava l'ineleggibilità a consigliere regionale).
Nel 2008 dà la sua disponibilità a candidarsi nuovamente a consigliere regionale, dimettendosi dall'incarico di presidente della CVA, incarico incompatibile con questa candidatura.
Questa riabilitazione, un provvedimento giudiziario dovuto per legge che Augusto Rollandin considera anche una sorta di riabilitazione morale, costituisce un fatto nuovo che, a parere di Rollandin, impedirebbe a chiunque all'interno del movimento di impugnare la questione morale per contestare la sua candidatura, visto che le sue numerose candidature precedenti non erano state contestate da nessuno all'interno dell'Union Valdôtaine, nonostante fossero successive alla citata condanna.
Il 17 giugno 2013 riceve un avviso di garanzia con relativa conclusione delle indagini preliminari, riguardante un filone dell'inchiesta sulla realizzazione del nuovo parcheggio pluripiano dell'ospedale Umberto Parini, nel quale sono coinvolti anche Luigi Giunti e Giuseppe Tropiano, il quale risulta già coinvolto in estorsioni legate al mondo della 'ndrangheta.
Il 26 luglio 2013 riceve dalla Procura della Repubblica di Aosta il rinvio a giudizio per i fatti legati al filone di inchiesta sulla realizzazione del parcheggio dell'ospedale regionale di Aosta. Nel tempo trascorso dall'avviso di garanzia al rinvio a giudizio sceglie di non inviare alcuna memoria difensiva alla procura. Lo stesso giorno della notizia del rinvio a giudizio, viene tenuta una festa in suo onore denominata "GusteFest", a cui partecipano un migliaio di suoi sostenitori, suoi ospiti a cena in un capannone a Brusson.
Il 24 novembre 2014 il GUP di Aosta lo assolve dalle accuse a lui contestate perché "il fatto non sussiste".
Nel marzo 2019 è stato condannato a 4 anni e 6 mesi di carcere per corruzione con rito abbreviato. Per effetto della cd. legge Severino è stato sospeso dal consiglio regionale. Nel settembre 2021 la Corte di Appello di Torino lo ha prosciolto dalle accuse per intervenuta prescrizione. La decisione di proscioglimento è stata confermata il 1 luglio 2022 dalla Corte di Cassazione.
Il 30 luglio 2021 viene condannato in via definitiva dalla Corte dei Conti al pagamento di 2,4 milioni di euro per danno erariale provocato all'amministrazione regionale con l'erogazione di finanziamenti della sua giunta al Casinò di Saint Vincent

## Soprannome
È conosciuto anche con il soprannome "Guste", traduzione in patois francoprovenzale valdostano del suo nome Augusto, per via del fenomeno di aferesi ed epitesi dei nomi propri.
Altri soprannomi ricorrenti sono L'empereur, cioè "l'imperatore" (in francese), e Rolly.